# Milica Gardašević
Milica Gardašević (en serbio cirílico: Милица Гардашевић) (Novi Sad, 28 de agosto de 1998) es una atleta serbia especializada en salto de longitud.

## Carrera
Comenzó su carrera deportiva en el año 2012, con 14 años, compitiendo en torneos y eventos nacionales en las modalidades de atletismo de 60, 100 y 200 metros lisos. Al año siguiente, cuando inició su andadura en torneos internacionales representando a Serbia, pasó a especializarse en el salto de longitud, siendo su primera actuación en el Festival Olímpico de la Juventud Europea que se celebró en Utrecht. Aquí participó en la modalidad de relevos 4 x 100 metros, quedando sexto con el combinado serbio (47,60 segundos), en decimotercer lugar en el salto de altura (1,66 m) y se quedó a las puertas del podio, con el cuarto lugar, en el salto de longitud, donde iniciaría sus marcas con un salto de 5,91 metros.
En 2015 compitió en el Campeonato Europeo de Atletismo por Equipos, donde acabó séptima en la prueba de salto de longitud, al no mejorar una marca de 5,78 metros. Semanas más tarde viajó hasta Cali (Colombia) para participar en el Campeonato Mundial Juvenil de Atletismo, donde mejoró su registró, siendo la sexta mejor de la clasificación y una marca de salto de 6,20 metros. Para 2016 competía en Bydgoszcz en el Campeonato Mundial de Atletismo Sub-20, donde terminó undécima en la clasificación.
En 2017, en el Campeonato Europeo de Atletismo por Equipos celebrado en Tel Aviv (Israel) acababa séptima en el salto de longitud con 6,19 metros. Poco después competía en el Campeonato de los Balcanes de Atletismo en su país natal, logrando la medalla de plata con un salto de 6,38 metros. Seguiría la buena racha poco después en su incursión italiana en el Campeonato Europeo de Atletismo Sub-20, donde logró el oro tras un salto de 6,46 metros.
En 2018, en el Campeonato de los Balcanes de Atletismo en Pista Cubierta de Estambul, se hacía con el bronce tras un salto de 6,30 metros. En el Campeonato Europeo de Atletismo no quedaba en buen lugar en la clasificación, bajando hasta la vigesimoprimera plaza. En 2019 en el Campeonato Europeo de Atletismo en Pista Cubierta quedaba undécima en la cita de Glasgow. Después, en el Campeonato Europeo de Atletismo Sub-23 de Gävle (Suecia) lograba nuevamente subir al podio con un salto de 6,43 metros. En la última cita del año, en el Campeonato Europeo de Atletismo por Equipos celebrado en Skopje lograba ser la mejor deportista al alcanzar una marca de 6,28 m.
En 2020 lograba la medalla de bronce en el Campeonato de los Balcanes de Atletismo en Pista Cubierta al lograr un salto de 6,38 metros. Semanas más tarde, en la prueba de la Doha Grand Prix, dentro de la Liga de Diamante, celebrado en el país árabe, se quedó a poco del podio, al ser cuarta con un salto de longitud superior a la anterior prueba, 6, 46 metros, pero insuficiente para estar entre las tres mejores.

## Resultados

### Por temporada
| Representando a Serbia | Representando a Serbia                                    | Representando a Serbia | Representando a Serbia | Representando a Serbia | Representando a Serbia |
| ---------------------- | --------------------------------------------------------- | ---------------------- | ---------------------- | ---------------------- | ---------------------- |
| Año                    | Competición                                               | Lugar                  | Puesto                 | Modalidad              | Marca                  |
| 2013                   | Festival Olímpico de la Juventud Europea                  | Utrecht                | 6.ª                    | Relevos 4 x 100 m      | 47,60 s.               |
| 2013                   | Festival Olímpico de la Juventud Europea                  | Utrecht                | 13.ª (q)               | Salto de altura        | 1,66 m                 |
| 2013                   | Festival Olímpico de la Juventud Europea                  | Utrecht                | 4.ª (q)                | Salto de longitud      | 5,91 m                 |
| 2015                   | Campeonato Europeo de Atletismo por Equipos               | Stara Zagora           | 7.ª                    | Salto de longitud      | 5,78 m                 |
| 2015                   | Campeonato Mundial Juvenil de Atletismo                   | Cali                   | 6.ª                    | Salto de longitud      | 6,20 m                 |
| 2016                   | Campeonato Mundial de Atletismo Sub-20                    | Bydgoszcz              | 11.ª                   | Salto de longitud      | 5,95 m                 |
| 2017                   | Campeonato Europeo de Atletismo por Equipos               | Tel Aviv               | 7.ª                    | Salto de longitud      | 6,19 m                 |
| 2017                   | Campeonato de los Balcanes de Atletismo                   | Novi Pazar             | 2.ª                    | Salto de longitud      | 6,38 m                 |
| 2017                   | Campeonato Europeo de Atletismo Sub-20                    | Grosseto               | 1.ª                    | Salto de longitud      | 6,46 m                 |
| 2018                   | Campeonato de los Balcanes de Atletismo en Pista Cubierta | Estambul               | 3.ª                    | Salto de longitud      | 6,30 m                 |
| 2018                   | Campeonato Europeo de Atletismo                           | Berlín                 | 21ª (q)                | Salto de longitud      | 6,26 m                 |
| 2019                   | Campeonato Europeo de Atletismo en Pista Cubierta         | Glasgow                | 11.ª (q)               | Salto de longitud      | 6,41 m                 |
| 2019                   | Campeonato Europeo de Atletismo Sub-23                    | Gävle                  | 3.ª                    | Salto de longitud      | 6,43 m                 |
| 2019                   | Campeonato Europeo de Atletismo por Equipos               | Skopje                 | 1.ª                    | Salto de longitud      | 6,28 m                 |
| 2020                   | Campeonato de los Balcanes de Atletismo en Pista Cubierta | Estambul               | 3.ª                    | Salto de longitud      | 6,38 m                 |
| 2020                   | Liga de Diamante - Doha Grand Prix                        | Doha                   | 4.ª                    | Salto de longitud      | 6,46 m                 |
| 2022                   | Campeonato Mundial de Atletismo en Pista Cubierta         | Belgrado               | 9.ª                    | Salto de longitud      | 6,59 m                 |
| 2022                   | Juegos Mediterráneos                                      | Orán                   | 1.ª                    | Salto de longitud      | 6,67 m                 |
| 2022                   | Campeonato Mundial de Atletismo                           | Eugene                 | -                      | Salto de longitud      | NM                     |
| 2022                   | Campeonato Europeo de Atletismo                           | Múnich                 | 7.ª                    | Salto de longitud      | 6,52 m                 |
| 2023                   | Juegos Europeos                                           | Cracovia               | 1.ª                    | Salto de longitud      | 6,82 m                 |

### Mejores marcas
| Disciplina                         | Marca    | Lugar    | Fecha                   |
| ---------------------------------- | -------- | -------- | ----------------------- |
| 60 metros lisos (pista cubierta)   | 7,89 s.  | Novi Sad | 9 de febrero de 2013    |
| 100 metros lisos (exterior)        | 12,40 s. | Novi Sad | 7 de septiembre de 2013 |
| 200 metros lisos (exterior)        | 25,71 s. | Novi Sad | 8 de septiembre de 2013 |
| Salto de altura (pista cubierta)   | 1,66 m   | Novi Sad | 16 de febrero de 2013   |
| Salto de altura (exterior)         | 1,66 m   | Utrecht  | 16 de julio de 2013     |
| Salto de longitud (pista cubierta) | 6,90 m   | Belgrado | 18 de febrero de 2023   |
| Salto de longitud (exterior)       | 6,91 m   | Kraljevo | 23 de julio de 2023     |
| Relevos 4 x 100 metros             | 47,60 s. | Utrecht  | 18 de julio de 2013     |